# Варбург
Варбург (њем. Warburg) град је у њемачкој савезној држави Северна Рајна-Вестфалија. Једно је од 10 општинских средишта округа Хекстер. Према процјени из 2010. у граду је живјело 23.726 становника. Посједује регионалну шифру (AGS) 5762036, NUTS (DEA44) и LOCODE (DE WAG) код.

## Географски и демографски подаци
Варбург се налази у савезној држави Северна Рајна-Вестфалија у округу Хекстер. Град се налази на надморској висини од 230 метара. Површина општине износи 168,7 km². У самом граду је, према процјени из 2010. године, живјело 23.726 становника. Просјечна густина становништва износи 141 становника/km².